# سيمبي كالي
سيمبي كالي (بالإنجليزية: Simbi Khali)‏ ولد في 28 أبريل 1971، هي ممثلة أمريكية. ترعرعت في مدينة شيكاغو بولاية إيلينوي. انتسبت إلى مدرسة الدوق إلينجتون للفنون ثم قررت الانتقال للانتساب في معهد كاليفورنيا للفنون واستطاعت أن تكمل دراستها وأن تحصل على شهادة. أصبح الجمهور يرعبها عبر شخصية نينا كامبل في مسلسل حقبة التسعينات 3rd Rock from the Sun من سنة 1996 حتى 2001. في سنة 2003 تزوجت من الممثل الأمريكي كريس ويليامز.

## روابط خارجية
- سيمبي كالي على موقع IMDb (الإنجليزية)
- سيمبي كالي على موقع ألو سيني (الفرنسية)
- سيمبي كالي على موقع ميوزك برينز (الإنجليزية)
- سيمبي كالي على موقع أول موفي (الإنجليزية)
- سيمبي كالي على موقع قاعدة بيانات الأفلام السويدية (السويدية)
- سيمبي كالي على موقع إن إن دي بي (الإنجليزية)
- سيمبي كالي على موقع قاعدة بيانات الفيلم (الإنجليزية)
- سيمبي كالي على موقع كينوبويسك (الروسية)